# Robert for årets kvindelige hovedrolle
Robertprisen for årets kvindelige hovedrolle er en filmpris, der uddeles af Danmarks Film Akademi ved den årlige Robertfest. 

## Prismodtagere

### 1980'erne
| År   | Skuespiller        | Film                   |
| ---- | ------------------ | ---------------------- |
| 1984 | Line Arlien-Søborg | Skønheden og udyret    |
| 1985 | Bodil Udsen        | Min farmors hus        |
| 1986 | Stine Bierlich     | Ofelia kommer til byen |
| 1987 | Kirsten Lehfeldt   | Flamberede hjerter     |
| 1988 | Stéphane Audran    | Babettes gæstebud      |
| 1989 | Karina Skands      | Himmel og helvede      |

### 1990'erne
| År   | Skuespiller            | Film                    |
| ---- | ---------------------- | ----------------------- |
| 1990 | Ghita Nørby            | Dansen med Regitze      |
| 1991 | Dorota Pomykala        | Kajs fødselsdag         |
| 1992 | Ghita Nørby            | Freud flytter hjemmefra |
| 1993 | Louise Hassing Nielsen | Kærlighedens smerte     |
| 1994 | Sofie Gråbøl           | Sort høst               |
| 1995 | Kirsten Rolffes        | Riget                   |
| 1996 | Puk Scharbau           | Kun en pige             |
| 1997 | Emily Watson           | Breaking the Waves      |
| 1998 | Sidse Babett Knudsen   | Let's get lost          |
| 1999 | Bodil Jørgensen        | Idioterne               |

### 2000'erne
| År   | Skuespiller            | Film                  |
| ---- | ---------------------- | --------------------- |
| 2000 | Sidse Babett Knudsen   | Den eneste ene        |
| 2001 | Björk                  | Dancer in the Dark    |
| 2002 | Stine Stengade         | En kærlighedshistorie |
| 2003 | Paprika Steen          | Okay                  |
| 2004 | Birthe Neumann         | Lykkevej              |
| 2005 | Sofie Gråbøl           | Lad de små børn...    |
| 2006 | Sofie Gråbøl           | Anklaget              |
| 2007 | Trine Dyrholm          | En Soap               |
| 2008 | Noomi Rapace           | Daisy Diamond         |
| 2009 | Lene Maria Christensen | Frygtelig lykkelig    |

### 2010'erne
| År   | Skuespiller             | Film                |
| ---- | ----------------------- | ------------------- |
| 2010 | Paprika Steen           | Applaus             |
| 2011 | Trine Dyrholm           | Hævnen              |
| 2012 | Kirsten Dunst           | Melancholia         |
| 2013 | Bodil Jørgensen         | Hvidsten Gruppen    |
| 2013 | Trine Dyrholm           | Den skaldede frisør |
| 2014 | Helle Fagralid          | Sorg og glæde       |
| 2015 | Bodil Jørgensen         | All Inclusive       |
| 2016 | Tuva Novotny            | Krigen              |
| 2017 | Trine Dyrholm           | Kollektivet         |
| 2018 | Amanda Collin           | En frygtelig kvinde |
| 2019 | Katrine Greis-Rosenthal | Lykke-Per           |

### 2020'erne
| År   | Skuespiller           | Film                    |
| ---- | --------------------- | ----------------------- |
| 2020 | Trine Dyrholm         | Dronningen              |
| 2021 | Andrea Heick Gadeberg | Retfærdighedens ryttere |
| 2022 | Birthe Neumann        | Pagten                  |
| 2023 | Zar Amir Ebrahimi     | Holy Spider             |
| 2024 | Paprika Steen         | Toves værelse           |